# Nopți la Serampore
„Nopți la Serampore” este o nuvelă fantastică scrisă de Mircea Eliade și publicată în iulie 1940 în volumul Secretul doctorului Honigberger (Ed. Socec, București, 1940), alături de nuvela fantastică omonimă. Ambele nuvele relatează o serie de practici oculte indiene.
Subiectul acestei nuvele îl constituie depășirea limitelor timpului și spațiului, ieșiri tulburătoare „pline de parfumul greu și amețitor al junglei indiene”. Un grup de trei orientaliști sceptici experimentează fără voia lor o călătorie în timp cu prilejul unui drum prin pădure de la Serampore la Calcutta (în provincia Bengal a Indiei Britanice), experiment care este refăcut de învățatul hindus Swami Shivananda pentru a-i demonstra naratorului că spațiul și timpul au un caracter iluzoriu.
Mai multe personaje reale, pe care Mircea Eliade le cunoscuse în India, au fost utilizate aici în roluri de ficțiune.

## Rezumat

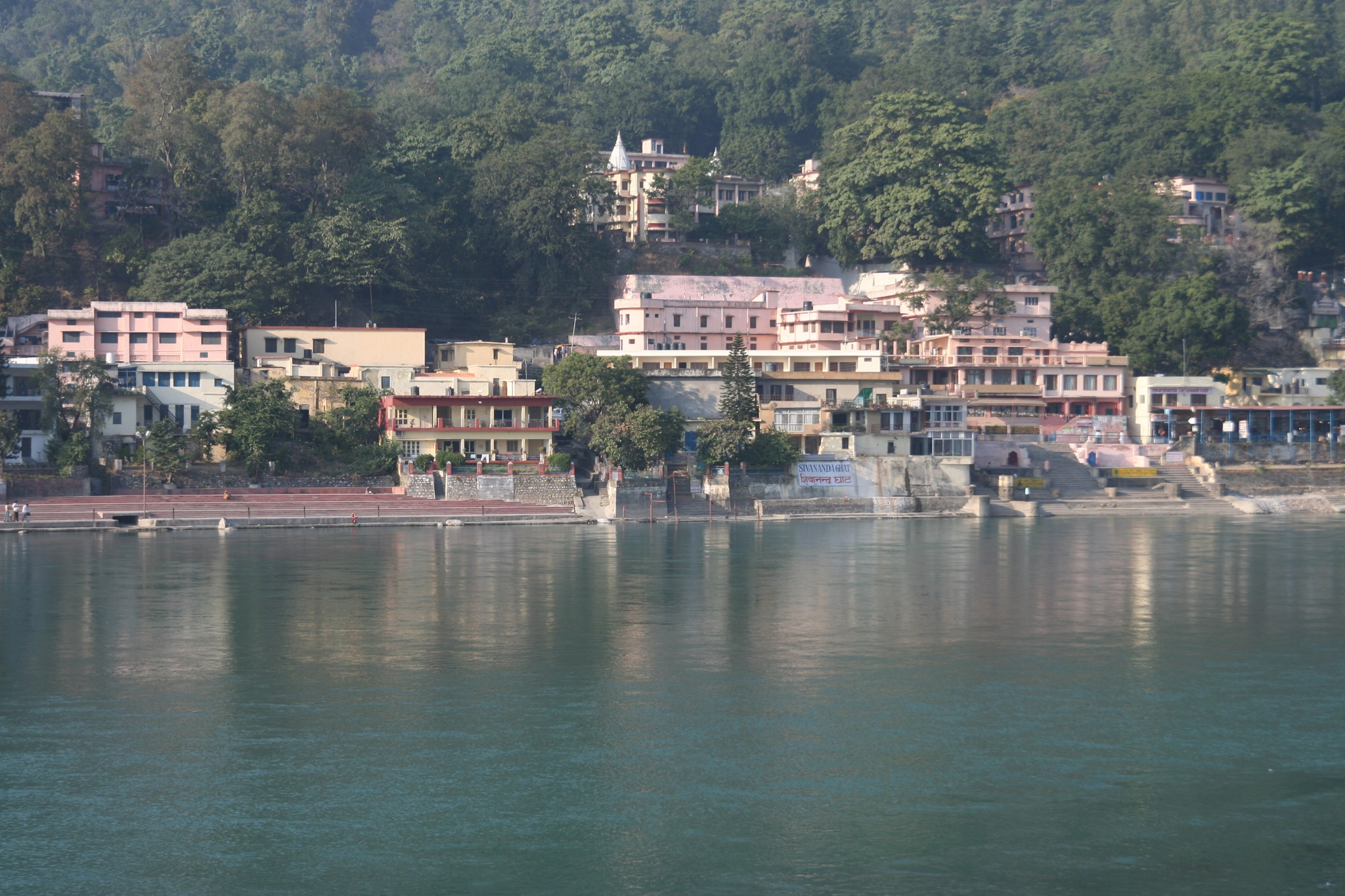
Ashramul lui Swami Sivananda din Rishikesh (sus) și kutiar-ul său (dedesubt), situate pe malul Gangelui.

Aflat la studii la Calcutta (India britanică), un tânăr orientalist român își petrecea nopțile călduroase de toamnă plimbându-se pe străzile metropolei, împreună cu doi tovarăși mai în vârstă: fostul diplomat rus Bogdanof și bibliotecarul olandez Van Manen, cu care împărtășea aceleași preocupări. Cei trei prieteni se deplasează într-o seară la bungaloul industriașului Budge aflat într-o pădure din apropiere de Serampore (un oraș situat la aproximativ 15 mile nord de Calcutta). Ei revin acolo de mai multe ori, fiind fermecați de frumusețea locurilor.
Într-una din seri, pe când se îndreptau spre Serampore, cei trei orientaliști îl observă pe profesorul Suren Bose mergând concentrat de-a lungul șoselei și intrând în pădure cu câteva sute de metri înainte de drumul ce ducea la bungalou. Prezența acestuia îi tulbură pe drumeți pentru că se zvonea în universitate că profesorul ar realiza în secret practici tantrice. Porniți spre Calcutta imediat după miezul nopții, cei trei au impresia că merg pe un drum necunoscut. Ei aud la un moment dat un țipăt înfiorător de femeie și coboară din mașină, alergând zadarnic prin pădure în căutarea ei, iar la întoarcere nu mai găsesc mașina și decid să se întoarcă pe jos la bungalou.
Rătăcind printr-o pădure deasă pe care nu o mai recunoșteau, cei trei ajung la o clădire înconjurată de un zid de piatră, unde sunt întâmpinați de un servitor bătrân ce vorbea o bengaleză arhaică și care-l anunță pe stăpânul său, Nīlāmvara Dāsa. Povestindu-i-se despre țipătul de femeie auzit în pădure, bărbatul începe să geamă de durere, strigând numele Lila. Curtea clădirii se umple curând de oameni în haine stranii ce aduceau o năsălie, iar drumeții se hotărăsc să plece. După ce se depărtează de casă, cei trei cad sfârșiți de oboseală și se trezesc la apariția zorilor, dându-și seama că sunt în apropierea bungaloului. Nimeni nu crede însă întâmplarea lor, șoferul indian susține că nu s-a deplasat cu mașina în timpul nopții, iar profesorul Suren Bose afirmă că nu a mai fost la Serampore din copilărie.
Orientaliștii îi povestesc întâmplarea lui Budge, care afirmă că nu există în zonă o pădure sălbatică și o clădire ascunsă în junglă. Urmele lor din pădure se pierd într-un câmp deschis, pe care nimeni nu-și amintește să-l fi străbătut. Budge îi duce pe cei trei la Chatterjî, un cunoscător al istoriei locurilor, care le spune că Nīlāmvara Dāsa fusese nobil bengalez foarte bogat, a cărui tânără soție pe nume Lila fusese răpită și ucisă de un șef de bandă musulman cu 150 de ani în urmă, iar locuința de vară a familiei fusese nimicită prin 1810. Orientaliștii decid să nu povestească nimănui întâmplarea pe care o trăiseră și despre care credeau că se datora interferenței accidentale în practicile tantrice ale lui Suren Bose. După acea întâmplare, cele patru personaje au devenit mai puțin sociabile și nu s-au mai întors la Serampore.
Naratorul părăsește Calcutta la scurtă vreme pentru a-și căuta liniștea interioară la o mănăstire hindusă din Rishikesh (oraș aflat în munții Himalaya, pe malurile Gangelui). După câteva luni de ședere acolo, în timpul unei plimbări în susul fluviului, el îi povestește acea stranie întâmplare gurului Swami Shivananda, dorind să afle dezlegarea misterului. Tânărul susținea că practicile oculte ale lui Suren Bose îi proiectaseră într-un alt spațiu și în alt timp, dar maestrul îl contrazice, afirmând că realitatea este iluzorie și că cel care stăpânește anumite forțe oculte o poate transforma, creând o realitate aparentă.
„Tot raționamentul d-tale e foarte frumos, însă e cu desăvârșire greșit (...). Și e greșit (...) pentru că acordă oarecare realitate întâmplărilor, fie aceste întâmplări trecute, prezente sau viitoare. Dar nici o întâmplare din lumea noastră nu e reală, dragul meu. Tot ce se petrece în cosmosul acesta e iluzoriu. Și moartea Lilei, și jalea soțului ei, și întâlnirea dintre voi, oameni vii, și umbrele lor, toate acestea sunt iluzorii. Iar într-o lume de aparențe, în care nici un lucru și nici un eveniment nu e consistent, nu își are realitatea lui proprie, oricine e stăpân pe anumite forțe, pe care voi le numiți oculte, poate face orice vrea. Evident, nici el nu creează nimic real, ci numai un joc de aparențe”, afirmă Swami Shivananda. Pentru a-i demonstra cele afirmate anterior, maestrul îl proiectează pe tânărul european în spațiul și timpul lui Dāsa, provocându-i o cădere nervoasă.

## Structură
Nuvela este împărțită în 9 capitole numerotate cu cifre arabe și fără titluri.

## Personaje

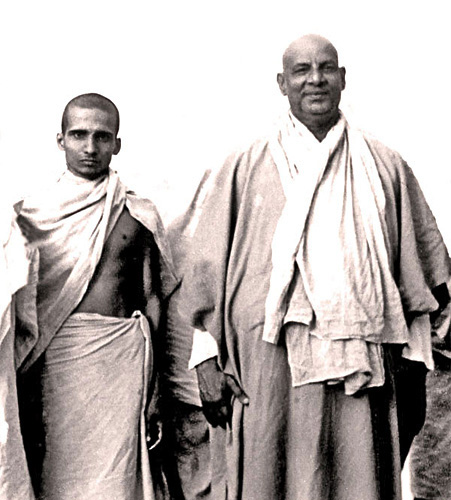
Swami Sivananda (în dreapta) și discipolul său Krishnananda, circa 1945.

- naratorul — tânăr orientalist român, venit de doi ani în India pentru a studia filozofiile și religiile orientale la Universitatea din Calcutta
- Bogdanof — orientalist rus celebru, colaborator la cele mai renumite publicații și profesorul de persană al naratorului; a fost timp de zece ani consulul Imperiului Țarist la Teheran și Kabul și își păstrase credința ortodoxă; manifestă înțelegere față de musulmanii din Persia și Afganistan, dar are o repulsie față de hindușii din Bengal
- Van Manen — orientalist olandez trecut de jumătatea vieții, bibliotecatul și secretarul Societății Asiatice din Bengal; a venit în India în tinerețe, a studiat limba tibetană timp de 25 de ani și a fost anterior bibliotecar al Societății teozofice din Adyar; vorbește mai multe limbi străine printre care hindi și bengaleza și este pasionat de practicile oculte
- Budge — industriaș milionar din Calcutta, pasionat de vânătoare; cumpărase în primii ani după război o vilă colonială în apropiere de Serampore pe care o folosea ca loc de refugiu și odihnă; își începuse cariera de industriaș în insula Java
- Suren Bose — tânăr profesor la Universitatea din Calcutta, își păstrase credința hindusă străveche și realiza în secret practici tantrice
- Swami Shivananda — învățător și lider spiritual hindus din Rishikesh, ce studiase și practicase cu mulți ani înainte tantra; renunțase la profesia de medic și la propria familie pentru a căuta iluminarea într-o mănăstire din Munții Himalaya; trăia de șapte ani într-un ashram de pe malul Gangelui
- Nīlāmvara Dāsa — nobil bengalez între două vârste ce a trăit cu 150 de ani înaintea întâmplărilor relatate în această nuvelă; era foarte bogat și avea o reședință de vară în apropiere de Serampore; tânăra sa soție Lila fusese răpită și ucisă de un șef de bandă musulman
- servitorul bătrân al lui Nīlāmvara Dāsa — vorbește o bengaleză arhaică
- Chatterjî — negustor de iută din Serampore, prieten al lui Budge și cunoscător al trecutului locurilor
- șoferul grupului — un bengalez angajat la Calcutta-Club

### Surse de inspirație

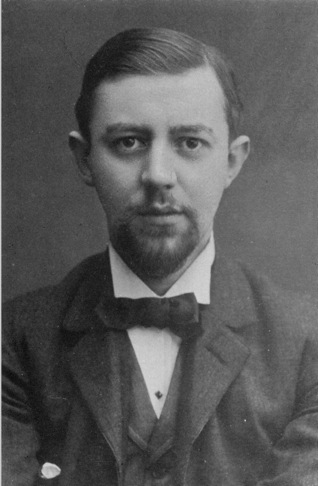
Orientalistul olandez Johan van Manen, 1898.

## Scrierea nuvelei